# Луковец-Вишневский

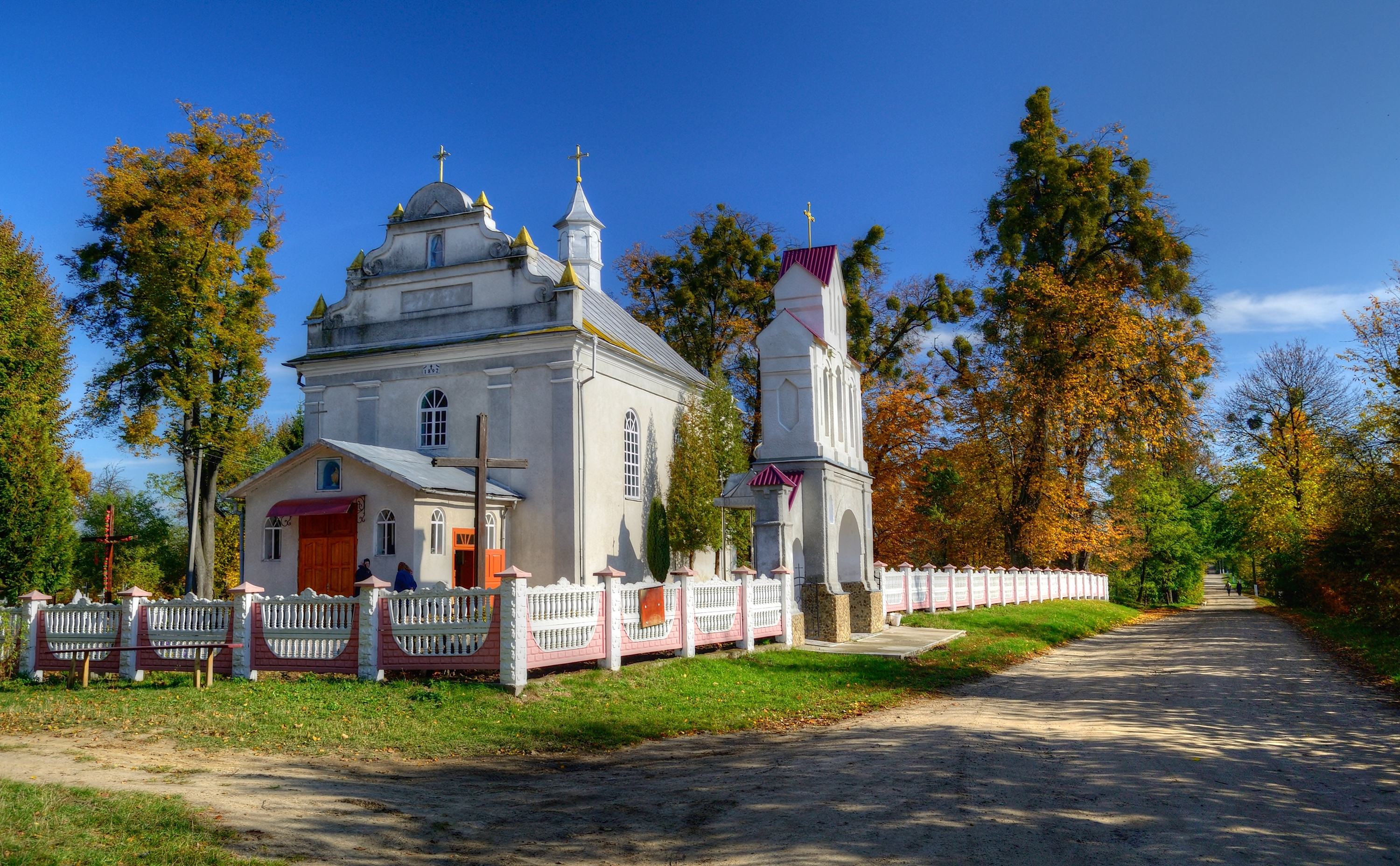
Церковь в селе

Лу́ковец-Ви́шневский (укр. Луковець-Вишнівський) — село в Букачёвской поселковой общине Ивано-Франковского района Ивано-Франковской области Украины.
Население по переписи 2001 года составляло 356 человек. Занимает площадь 12,531 км². Почтовый индекс — 77052. Телефонный код — 03435.